# Spoorlijn Järna - Åby
De spoorlijn Järna - Åby ook wel Nyköpingsbanan genoemd is een Zweedse spoorlijn tussen Järna en Åby (Östergötland), die door de Statens Järnvägar (SJ) is aangelegd.

## Geschiedenis
De traject werd in fases gebouwd:
- Fase 1: het traject tussen Järna en Enstaberga
- Fase 2: het traject tussen Enstaberga en Åby (-Norrköping)

### Fase 1

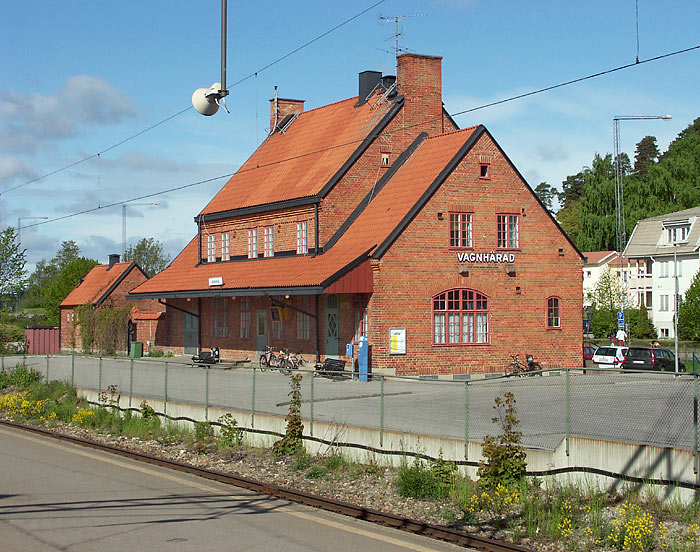
station Vagnhärad

De Skånska Cementgjuteriet begon aan het einde van 1909 met bouw van het traject.
Het traject tussen Järna en Nyköping werd op 1 december 1913 geopend terwijl het traject tussen Nyköping en Enstaberga ook gereed was werd met de opening gewacht tot de opening van fase 2 het traject tussen Enstaberga en Åby naar Norrköping gelegen aan de Östra stambanan.

### Fase 2
Met de ervaringen uit de fase 1 werd besloten dat Statens Järnvägar (SJ) fase 2 zelf zou gaan bouwen. De SJ begon in 1911 met bouw van het traject.
Het traject tussen Nyköping en Åby werd op 1 oktober 1915 geopend.

### Toekomst
Er zijn bij de Storstockholms Lokaltrafik plannen om hun treinen ook tussen Södertälje centrum gelegen aan de Västra stambanan en Hölö te laten rijden.

## Aansluitingen
In de volgende plaatsen was of is er een aansluiting op andere spoorlijnen.

### Järna
- Västra stambanan spoorlijn tussen Stockholm C en Göteborg C
- Grödingebanan spoorlijn Järna naar

### Nyköping
- JSO spoorlijn tussen Sala – Västerås, Kolbäck – Rekarne en Eskilstuna – Oxelösund

### Stavsjö
- Nunnebanan spoorlijn van Virå over Stavsjö naar Kolmården van de Stavsjö (Stafsjö) Järnväg

### Åby
- Östra stambanan spoorlijn tussen Katrineholm C -Norrköping - Nässjö

### Norrköping C
- Södra stambanan spoorlijn tussen Katrineholm C en Malmö C
- Östra stambanan spoorlijn tussen Katrineholm C -Norrköping - Nässjö

#### Norrköping östra
- Norra Östergötlands Järnvägar (NÖJ) spoorlijn tussen Norrköping östra en Kimstad
- Norrköpings - Söderköping - Vikbolandets Järnväg (NSVJ) spoorlijn tussen Norrköping östra en Valdemarsvik

## ATC
In 1991 werd het traject voorzien van het zogenaamde Automatische Tågkontroll (ATC).

## Elektrische tractie
Het traject werd in fases geëlektrificeerd met een spanning van 15.000 volt 16 2/3 Hz wisselstroom.
- Krokek - Åby: geopend op 27 juli 1932
- Järna - Krokek: geopend op 9 augustus 1932